# Gonolobus macranthus
Gonolobus macranthus är en oleanderväxtart som beskrevs av Gustav Kunze. Gonolobus macranthus ingår i släktet Gonolobus och familjen oleanderväxter. Inga underarter finns listade i Catalogue of Life.